# A Pittsburgh Pirates (NHL) játékosainak listája
A Pittsburgh Pirates egy National Hockey League-ben szereplő csapat volt 1925 és 1930 között. Ez a lista azokat a játékosokat tartalmazza, akik legalább egy mérkőzésen pályára léptek a csapat színeiben.
      Stanley-kupa győztes
| Nemz  | Nemzetiség                               |
| MSz   | Mérkőzésszám                             |
| SK    | Stanley-kupa győztes                     |
| JHCsT | Jégkorong Hírességek Csarnokának a tagja |

| Gy | Győzelem  | HV  | Hosszabbításos vereség |
| V  | Vereség   | KGÁ | Kapott gólátlag        |
| D  | Döntetlen | V%  | Védési hatékonyság     |

| Poz | Pozíció   | JSz | Jobbszélső | A | Assziszt |
| V   | Védő      | C   | Center     | P | Pont     |
| BSz | Balszélső | G   | Gól        | B | Büntetés |

## Kapusok
|             | Nemz   | Szezonok  | Alapszakasz | Alapszakasz | Alapszakasz | Alapszakasz | Alapszakasz | Alapszakasz | Alapszakasz | Rájátszás | Rájátszás | Rájátszás | Rájátszás | Rájátszás | Rájátszás | Megjegyzés |
| MSz         | Nemz   | Szezonok  | Gy          | V           | D           | SO          | KGÁ         | VH%         | MSz         | Gy        | V         | D         | KGÁ       | VH%       |           | Megjegyzés |
| ----------- | ------ | --------- | ----------- | ----------- | ----------- | ----------- | ----------- | ----------- | ----------- | --------- | --------- | --------- | --------- | --------- | --------- | ---------- |
| Joe Miller  | Kanada | 1928–1930 | 87          | 14          | 62          | 0           | 11          | —           | —           | —         | —         | —         | —         | —         | —         |            |
| Red Spooner | Kanada | 1929–1930 | 1           | 0           | 1           | 0           | 0           | 6.00        | —           | —         | —         | —         | —         | —         | —         |            |
| Roy Worters | Kanada | 1925–1928 | 123         | 52          | 59          | 12          | 21          | 1.99        | —           | 4         | 1         | 3         | —         | 3.00      | —         | JHCsT-1969 |

## A mezőnyjátékosok
|                    | Nemz             | Poszt   | Szezonok            | Alapszaksz | Alapszaksz | Alapszaksz | Alapszaksz | Alapszaksz | Rájátszás | Rájátszás | Rájátszás | Rájátszás | Rájátszás | Megjegyzés |
| MSz                | Nemz             | Poszt   | Szezonok            | G          | A          | P          | B          | MSz        | G         | A         | P         | B         |           | Megjegyzés |
| ------------------ | ---------------- | ------- | ------------------- | ---------- | ---------- | ---------- | ---------- | ---------- | --------- | --------- | --------- | --------- | --------- | ---------- |
| Ty Arbour          | Kanada           | BSz     | 1926–1928           | 50         | 7          | 8          | 15         | 10         | —         | —         | —         | —         | —         |            |
| Cliff Barton       | Egyesült Államok | Sz      | 1929–1930           | 39         | 4          | 2          | 6          | 4          | —         | —         | —         | —         | —         |            |
| Louis Berlinquette | Kanada           | BSz     | 1925–1926           | 30         | 0          | 0          | 0          | 8          | 2         | 0         | 0         | 0         | 0         |            |
| Edmond Bouchard    | Kanada           | BSz     | 1928–1929           | 11         | 0          | 0          | 0          | 2          | —         | —         | —         | —         | —         |            |
| Archie Briden      | Kanada           | BSz     | 1929–1930           | 30         | 4          | 3          | 7          | 20         | —         | —         | —         | —         | —         |            |
| Marty Burke        | Kanada           | V       | 1927–1928           | 35         | 1          | 1          | 2          | 51         | 2         | 1         | 0         | 1         | 2         |            |
| Odie Cleghorn      | Kanada           | JSz     | 1925–1928           | 21         | 2          | 1          | 3          | 8          | 1         | 0         | 0         | 0         | 0         |            |
| Lionel Conacher    | Kanada           | V       | 1925–1927           | 43         | 9          | 4          | 13         | 76         | 2         | 0         | 0         | 0         | 0         | JHCsT-1994 |
| Harold Cotton      | Kanada           | BSz     | 1925–1929           | 142        | 24         | 6          | 30         | 117        | 4         | 2         | 1         | 3         | 2         |            |
| Harold Darragh     | Kanada           | JSz     | 1925–1930           | 206        | 59         | 32         | 91         | 38         | 4         | 1         | 1         | 2         | 0         |            |
| Herbert Drury      | Egyesült Államok | V/BSz   | 1925–1930           | 189        | 24         | 11         | 35         | 193        | 4         | 1         | 1         | 2         | 0         |            |
| Gord Fraser        | Kanada           | V       | 1929–1930           | 30         | 6          | 4          | 10         | 37         | —         | —         | —         | —         | —         |            |
| Frank Fredrickson  | Kanada           | C       | 1928–1930           | 40         | 7          | 14         | 21         | 48         | —         | —         | —         | —         | —         | JHCsT-1958 |
| Albert Holway      | Kanada           | V       | 1928–1929           | 44         | 4          | 0          | 4          | 20         | —         | —         | —         | —         | —         |            |
| James Jarvis       | Kanada           | Sz      | 1929–1930           | 41         | 11         | 8          | 19         | 32         | —         | —         | —         | —         | —         |            |
| Charlie Langlois   | Kanada           | C       | 1926–1928           | 44         | 6          | 1          | 7          | 44         | —         | —         | —         | —         | —         |            |
| Fred Lowrey        | Kanada           | BSz     | 1925–1926           | 16         | 0          | 0          | 0          | 2          | 2         | 0         | 0         | 0         | 6         |            |
| Gerry Lowrey       | Kanada           | BSz/C   | 1928–1930           | 60         | 18         | 17         | 35         | 56         | —         | —         | —         | —         | —         |            |
| Mickey MacKay      | Kanada           | V       | 1928–1929           | 10         | 1          | 0          | 1          | 2          | —         | —         | —         | —         | —         | JHCsT-1952 |
| Rennison Manners   | Kanada           | C/JSz   | 1929–1930           | 33         | 3          | 2          | 5          | 14         | —         | —         | —         | —         | —         |            |
| Bert McCaffrey     | Kanada           | V       | 1927–1930           | 92         | 10         | 7          | 17         | 60         | —         | —         | —         | —         | —         |            |
| Duke McCurry       | Kanada           | JSz     | 1925–1929           | 145        | 21         | 11         | 32         | 119        | 4         | 0         | 2         | 2         | 2         |            |
| Mickey McGuire     | Kanada           | BSz     | 1926–1928           | 36         | 3          | 0          | 3          | 6          | —         | —         | —         | —         | —         |            |
| Johnny McKinnon    | Kanada           | V       | 1926–1930           | 162        | 27         | 8          | 35         | 153        | 2         | 0         | 0         | 0         | 4         |            |
| Hib Milks          | Kanada           | BSz/V/C | 1925–1930           | 209        | 70         | 28         | 98         | 125        | 4         | 0         | 0         | 0         | 2         |            |
| Sammy Rothschild   | Kanada           | —       | 1927–1928           | 5          | 0          | 0          | 0          | 0          | —         | —         | —         | —         | —         |            |
| Alf Skinner        | Kanada           | JSz     | 1925–1926           | 7          | 0          | 0          | 0          | 2          | —         | —         | —         | —         | —         |            |
| Rodger Smith       | Kanada           | V       | 1925–1930           | 195        | 20         | 4          | 24         | 172        | 4         | 3         | 0         | 3         | 0         |            |
| Jesse Spring       | Kanada           | C       | 1925–1926 1928–1930 | 63         | 6          | 0          | 6          | 43         | 2         | 0         | 2         | 2         | 2         |            |
| Wilfred White      | Kanada           | JSz     | 1925–1930           | 183        | 29         | 11         | 40         | 131        | 2         | 0         | 0         | 0         | 2         |            |